# Chris McDonald
Pour les articles homonymes, voir McDonald.
Chris McDonald, né le 14 mai 1978 à Albury en Nouvelle-Galles du Sud est un triathlète professionnel australien, multiple vainqueur sur triathlon Ironman.

## Palmarès
Le tableau présente les résultats les plus significatifs (podium) obtenus sur le circuit international de triathlon depuis 2006.
| Année | Compétition            | Pays       | Position           | Temps           |
| ----- | ---------------------- | ---------- | ------------------ | --------------- |
| 2017  | Ironman Mont-Tremblant | Canada     | Médaille d'argent  | 8 h 41 min 47 s |
| 2016  | Ironman Vineman        | États-Unis | Médaille d'argent  | 8 h 34 min 53 s |
| 2014  | Ironman Louisville     | États-Unis | Médaille d'or      | 8 h 40 min 51 s |
| 2013  | Ironman Louisville     | États-Unis | Médaille d'or      | 8 h 21 min 34 s |
| 2013  | Ironman Lake Tahoe     | États-Unis | Médaille d'or      | 8 h 55 min 14 s |
| 2012  | Ironman Louisville     | États-Unis | Médaille d'argent  | 8 h 52 min 59 s |
| 2011  | Ironman Louisville     | États-Unis | Médaille d'or      | 8 h 27 min 36 s |
| 2010  | Ironman 70.3 Chine     | Chine      | Médaille d'argent  | 4 h 21 min 39 s |
| 2010  | Ironman St. George     | États-Unis | Médaille de bronze | 8 h 54 min 42 s |
| 2009  | Challenge Wanaka       | Australie  | Médaille d'or      | 8 h 37 min 51 s |
| 2008  | Ironman Louisville     | États-Unis | Médaille d'argent  | Timing          |
| 2008  | Ironman Wisconsin      | États-Unis | Médaille d'or      | 8 h 43 min 29 s |
| 2008  | Challenge Wanaka       | Australie  | Médaille d'argent  | Timing          |
| 2007  | Ironman Louisville     | États-Unis | Médaille d'or      | 8 h 38 min 39 s |
| 2006  | Ironman Wisconsin      | États-Unis | Médaille d'argent  | 9 h 12 min 35 s |